# 南灣如心酒店

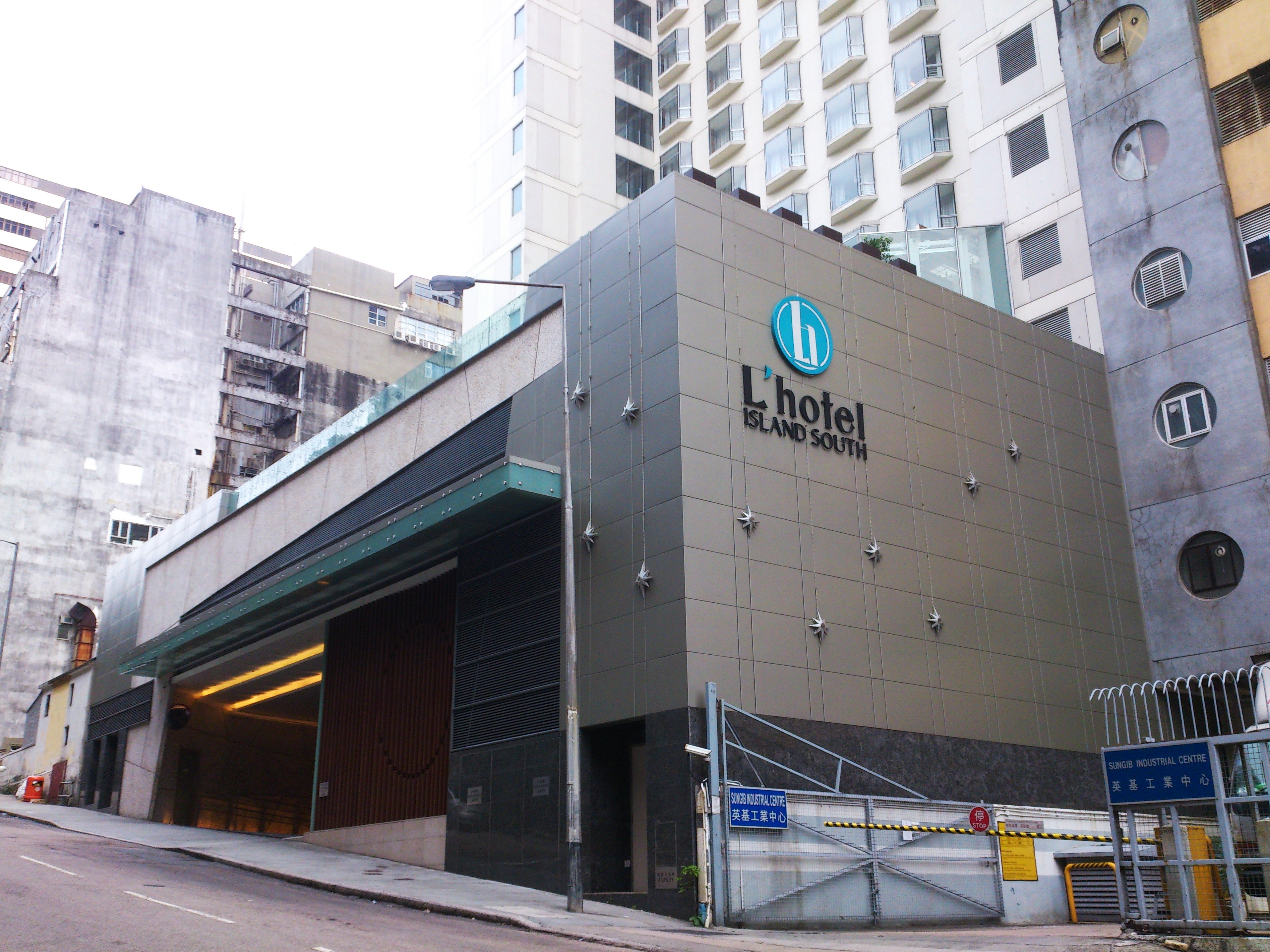
酒店基座

南灣如心酒店（英語：Nina Hotel Island South），2021年3月前稱如心南灣海景酒店（L'hotel Island South），為香港一間四星級酒店，隸屬華懋集團旗下Nina Hospitality酒店品牌，位於香港香港島南區黃竹坑涌尾黃竹坑道55號（酒店正門及停車場入口位於塘邊徑），前往香港海洋公園只需5分鐘車程，與銅鑼灣距離15分鐘車程，為首間最鄰近香港海洋公園的酒店。
酒店樓高37層，設有432間客房。大部分客房景觀面向塘邊徑山景及黃竹坑道市景，部分高層客房可遠眺深灣。位處最高37樓的套房更設有露台，景致迷人。
酒店亦與香港地質公園結為伙伴，成為香港首間的「香港地質公園酒店」，協助宣傳地質保育及地質公園概念。

## 設施及服務
酒店設有多項設施及服務，包括：
- 宴會廳
- 健身中心
- 室外游泳池
- 會議設施
- 餐廳:
  - LIS Café
  - Bar LIS（酒吧）
  - LIS Lounge（貴賓尊享）
- 商務支援服務
- 托兒服務
- 代客泊車
- iDocking
- 24小時電話服務中心

## 成就及獎項
- TTG中國旅遊大獎 2011年：最佳新酒店[5]
- GOHOME最佳服務式住宅大獎2012-2013年：獲獎酒店[6]
- World Luxury Hotel Award 2014：獲提名酒店
- tripadvisor 2013年度卓越獎：獲獎酒店
- 首間香港地質公園酒店